# Enrico Mattei (giornalista)
Enrico Mattei (Roma, 4 agosto 1902 – Roma, 13 settembre 1987) è stato un giornalista italiano, direttore del quotidiano La Nazione di Firenze.

## Biografia
Nato a Roma nel 1902, dopo la maturità liceale iniziò a scrivere articoli per il quotidiano romano Il Tempo fondato e diretto da Filippo Naldi, e poi per il Giornale di Roma come cronista parlamentare. Venne notato da Giuseppe Natale, direttore del quotidiano napoletano Il Giorno, che lo assunse come vice-corrispondente dalla capitale.
Assunto alla Stampa seguì per il quotidiano torinese il viaggio di Mussolini in Libia nel 1937 inviando reportages che celebravano la figura del duce. Dopo la guerra passò, con l'incarico di notista politico, alla concorrente Gazzetta del Popolo. Risale a questo periodo l'ideazione del cosiddetto pastone, cioè di un articolo che, assemblando notizie di varia fonte, sintetizza per i lettori le novità politiche quotidiane provenienti dalla Capitale (incontri e dichiarazioni di politici, comunicati delle segreterie di partito). Mattei viene tuttora considerato l'inventore e il "re" del pastone
Nel 1953 fu assunto dal gruppo editoriale La Nazione-Il Resto del Carlino, dell'imprenditore ravennate Attilio Monti e nel 1961 fu chiamato, in sostituzione di Alfio Russo, alla direzione del quotidiano fiorentino La Nazione, incarico che mantenne sino al 1970, quando gli subentrò Domenico Bartoli.
A differenza di altri giornalisti, noti e importanti al pari di lui, Mattei non ha lasciato, oltre ai consueti articoli, altre pubblicazioni di rilievo. Scrisse unicamente qualche introduzione e prefazione.
 
Riteneva, infatti, che «Un vero giornalista non deve mai scrivere un libro; se lo scrive diventa un'altra cosa».
Morì in una clinica romana, dove era ricoverato, nel 1987 a ottantacinque anni.

## Riconoscimenti
- 1986 - «Riconoscimento Gianni Granzotto. Uno stile nell’informazione».[7]